# Onomàstica coreana
L'onomàstica coreana es forma amb un patronímic, o cognom, seguit d'un nom personal. A Corea del Sud, tots dos es componen generalment d'hanja, que són caràcters xinesos amb pronunciació coreana. Oficialment a Corea del Nord no s'usa l'hanja per a escriure (tot i que encara s'entén), i el seu ús es restringeix a uns 5.000 caràcters a Corea del Sud.
En la majoria de casos, el nom de família és una sola síl·laba, mentre que el nom personal en conté dues. En parlar idiomes europeus, alguns coreans guarden l'ordre original, i altres inverteixen els noms per emmotlar-se a l'ordre occidental.
Els patronímics coreans es componen normalment de dos caràcters o síl·labes. Poques persones tenen noms d'una o tres síl·labes, com els polítics Kim Gu i Goh Kun d'una banda, i Yeon Gaesomun d'altra. Sovint, les persones amb cognoms de dues síl·labes en tenen noms personals d'una, com el cantant Seomoon Tak.
Els coreans empren només prop de 250 cognoms. D'aquests, Kim, Lee i Park són els més comuns. Encara que aquests noms de llinatge són molt comuns, la majoria de persones així anomenades no estan relacionades. Els noms de família actuals tenen l'origen en el sistema de llinatges usat en períodes històrics anteriors. Cada clan s'associa a un lloc específic, com el Gimhae Kim. En la majoria de casos, aquest clan remunta l'origen a un avantpassat patrilineal comú.
En el curs de la Història de Corea, l'ús de noms ha evolucionat. Alguns noms primerencs de l'idioma coreà es registren en el Tres regnes de Corea (57 ae - 668 de), però se substituïren a poc a poc per noms basats en caràcters xinesos amb l'adopció cada vegada major de la cultura xinesa. Durant els períodes mongol i de la dominació manxú, la classe predominant canviava els noms coreans per d'altres mongols i manxús. A més a més, durant l'ocupació japonesa de Corea, entre 1910 i 1945, els coreans foren obligats a adoptar noms japonesos.

## Noms de família

La meitat dels coreans té els cognoms
Kim, Gim, Ghim,
Lee, Yi, Rhee, Yie,
Park, Pak, Bahk, o
Choi, Choe:
Kim, Gim, Ghim
Lee, Yi, Rhee, Yie
Park, Pak, Bahk
Choi, Choe
Jung, Jeong, Chung, Cheong

Cadascun dels 250 cognoms actuals es divideix en un o més clans (bon-gwan), identificats per la ciutat originària del clan. Per exemple, el clan més nombrós n'és Gimhae Kim; és a dir: el clan Kim de la ciutat de Gimhae. Com en el cas d'altres cultures asiàtiques de l'Est, les dones coreanes conserven els noms de família després del matrimoni, però els seus fills prenen el nom del pare. Segons la tradició, cada clan publica una genealogia (jokbo) cada 30 anys.
Els cognoms coreans van ser influenciats per l'onomàstica xinesa, i quasi tots consten d'un hanja i, per tant, d'una sola síl·laba. N'hi ha si fa no fa dues dotzenes de cognoms de dues síl·labes, que sovint no entren en els cent cognoms més comuns, com els cognoms xinesos. Els cinc cognoms més comuns són portats per més de la meitat de la població coreana, uns 20 milions de persones per a cada cas a Corea del Sud.

### Romanització i pronunciació
Malgrat que els sistemes coreans oficials de romanització s'empren per a topònims i altres en les dues Corees, els noms personals es romanitzen generalment segons la preferència personal. Així, un cognom com "Li" es pot trobar com "Lee" (per influència de l'anglés), "I", "Yi", "Rhi", "Rhee" (seguint la grafia anglosaxona) i "Rhie".

## Noms personals
Tradicionalment, els noms personals masculins es determinaren en part pels noms de la generació, un costum xinés. Un dels dos caràcters del nom és únic de l'individu, mentre que se'n comparteix l'altre entre tots els membres de la generació filial. Per tant, és comú que els cosins tinguen el mateix caràcter (dollimja) en la mateixa posició fixa. A Corea del Nord, els noms de la generació no es comparteixen dins de la família, però sí encara entre germans i germanes.
Els noms personals es componen típicament d'hanja; a Corea del Nord aquests no s'usen per a escriure, però els significats encara s'entenen. Per exemple, la síl·laba ch'ŏl (철,鐵) s'empra en els noms de xics amb el significat d'"acer". A Corea del Sud, la secció 37 de la llei del registre de la família requereix que l'hanja dels noms personals s'agafe d'una llista restricta. L'hanja reprovat s'ha de representar per hangul (caràcters coreans) en el registre. Al març de 1991, el Tribunal Suprem de Corea del Sud publicà la Taula reconeguda d'hanja per a ús personal que permetia 2.854 hanja en noms coreans nous i 61 formes alternes. La llista se n'amplià al 1994, 1997, 2001 i 2005. Ara hi ha 5.038 hanja permesos en els noms sud-coreans, i una petita quantitat de formes alternes.
Mentre que la pràctica tradicional encara se segueix en gran part, fins als últims anys 1970 alguns pares i mares donaven als fills noms amb mots coreans nadius, usualment de dues síl·labes. La pràctica s'ha restringit en gran part als noms de xiquetes. Alguns noms populars d'aquesta classe són: Haneul (하늘; "Cel") i Iseul (이슬; "Rosada"). Malgrat aquesta tendència allunyada de la pràctica tradicional, els noms de persones encara es registren en hangul i hanja (si és possible) en els documents oficials i en les genealogies de la família.

## L'ús
L'ús de noms es regia per normes estrictes en la societat coreana tradicional. Generalment es considera groller tractar qualsevol persona pel seu nom personal en la cultura coreana, sobretot en tractar amb adults o gent gran.
Una varietat de reemplaçament es fa servir en el nom real de la persona. És acceptable entre adults semblants tractar l'altre pel seu nom complet, amb el sufix ssi (씨) afegit. És inadequat, però, tractar algú pel seu cognom sols, encara que siga amb aquest sufix. Sempre que la persona tinga un rang oficial, és típic tractar-la amb el títol d'aquest rang (Choto), sovint amb el prenom nim (님) afegit. En tals casos, el nom complet de la persona pot ser agregat, tot i que això puga també implicar que el parlant té un rang social més elevat.
A més, la referència als pares pels noms dels seus fills és una pràctica comuna. S'usa per a referir-se a una mare pel nom del seu fill major, com (철수 엄마), "la mamà de Cheol-la seua". Aquest ús, però, es pot estendre a qualsevol pare i a qualsevol xiquet, segons el context.
Entre xiquets i xiquetes i els seus amics propers, és comú emprar el nom de naixement. A voltes s'empren sobrenoms, relacionats amb el seu aspecte i caràcter. Per exemple, un nen de moviments lents pot tenir de malnom gumbengi, que vol dir 'cuc'.

## Història
L'ús dels noms coreans s'ha desenvolupat des del primer registre conegut, que data de l'era primerenca dels Tres Regnes, per l'adopció gradual de formes xineses de nominació en els regnes centralitzats. Aquests costums continuaren durant les eres Silla Unificat, Goryeo i Joseon, amb la classe predominant obligada de tant en tant a adoptar noms en la llengua del país conqueridor. Per als homes del rang yangban es creà un sistema complicat de noms alternatius durant el govern de la dinastia de Joseon. Aquest sistema, incloent noms de cortesia, noms de ploma, noms pòstums i noms d'infantesa, nasqué de la tradició confuciana. El sistema de noms de cortesia prové específicament de l'obra Clàssic de rituals, un text bàsic del cànon confucianista. Aquest sistema nominal entra a Corea durant l'era dels Tres Regnes, però només poques figures a partir d'aquest període, com Seol Chong, foren registrades amb un nom de cortesia. El costum sols va arribar a estendre's en el darrer període Goryeo, quan el confucianisme guanya acceptació entre els lletrats.
Segons la història coreana Samguk Sagi, els primers noms de família foren concedits pels reis als seus partidaris. Per exemple, l'any 33 de, el rei Yuri dona als sis homes principals de Saro (Silla) els cognoms Lee (李), Bae (배), Choe (최), Jeong (정), Son (손) i Seol (설). Aquesta llegenda no l'accepten els historiadors moderns, que creuen que és més probable que els noms d'estil xinés es començassen a usar al segle v i després, quan els Tres Regnes van adoptar cada vegada més el model xinès.

### Noms nadius
Abans de l'adopció de noms a l'estil xinés, els coreans tenien noms nadius que es transcrivien en hanja. Tret del rei i la seua família, la majoria no tenien noms de família. De vegades, els noms donats nadius constaven de tres síl·labes, com Misaheun (미사흔; 未斯欣) i Sadaham (사다함; 斯多含). Sota la influència de la cultura xinesa durant el primer mil·lenni de l'era comuna, els coreans adoptaren noms de família. Limitada al principi als reis, la pràctica s'estengué a poc a poc als aristòcrates i amb el temps a la resta de la població.
Goguryeo a Manxúria i el nord de Corea i Baekje al sud-oest de Corea tenien molts cognoms que no eren xinesos. Sovint constaven de dues síl·labes i molts semblen haver estat toponímics. Segons els arxius japonesos, alguns caràcters es pronunciaven no segons la lectura xinesa sinó per la de la llengua nadiua, el coreà. Per exemple, al general de Goguryeo Yeon Gaesomun (연개소문; 淵蓋蘇文) l'anomenen Iri Kasumi (伊梨柯須弥) en el Nihonshoki. Com cheon (천; 泉) en xinés, iri significaria 'font' en la llengua de Goguryeo. Els noms primerencs de Silla també es creu que representaven vells mots coreans; per exemple, el nom de Bak Hyeokgeose era pronunciat d'una manera semblant a "Balgeonuri" (발거누리), i es pot traduir com 'món brillant'.

### Noms mongols
Per un breu període després de la invasió mongola de Corea durant la dinastia de Goryeo, els reis i aristòcrates coreans tenien tant noms mongols com xinesocoreans. Els hereus de la classe predominant eren enviats a la cort de Yuan per estudiar, i n'adoptarien els primers. Per exemple, el rei Gongmin tenia tant un nom mongol Bayan Temür (伯顏帖木兒) com un de xinesocoreà: Wang Gi (王祺), que canvià més endavant per Wang Jeon (王顓).

### Influència del japonés
Durant l'ocupació japonesa de Corea, els coreans foren obligats per adoptar noms japonesos. Al 1939, com a part de la política d'assimilació cultural (同化政策; dōca seisaku) del governador general Jiro Minami publicà l'Ordenança núm. 20, anomenada comunament l'“ordre coneguda”, que es va convertir en llei interior a l'abril de 1940.
L'ordenança (Sōshi-kaimei (創氏改名) en japonés) en la teoria permetia, però en la pràctica obligava, als coreans a adoptar noms personals i cognoms japonesos. Tot i que el govern general japonés va prohibir el caràcter d'obligació oficialment, els funcionaris forçaven els coreans a acatar-la, i al 1944, aproximadament el 84% de la població havia pres cognoms nous.
La paraula japonesa soshi significa 'cognom japonés', distint del cognom coreà, o seong. Els cognoms japonesos representen les famílies als quals pertanyen, i poden ser canviats pel matrimoni i altres procediments, mentre que els cognoms coreans representen els acoblaments paternals i per això són incanviables. Sōshi-kaimei representa una operació dual de tots dos sistemes de cognom, japonés i coreà. La política japonesa dictà que qualsevol coreà havia de prendre un nom de família japonés sense relació amb el seu cognom coreà, o feu convertir els cognoms coreans en formes japoneses.
Després de l'alliberament de Corea de l'ocupació japonesa, l'ordre coneguda com "de la restauració" (조선 성명 복구령; 朝鮮姓名復舊令) es publicà el 23 d'octubre de 1946, per l'administració militar dels Estats Units. Aplicada al sud del 38° paral·lel nord, permeté als coreans restaurar els seus noms coreans si així ho volien.
Les convencions japoneses de creació de noms personals també influïren en els costums coreans després de l'alliberament, per exemple en el caràcter "子" (ko en japonés i ja en coreà, significa 'fill') per fer noms femenins com "玉子" (Tamako en japonés i Okja en coreà). Aquesta pràctica es veu rarament en la Corea moderna, tant al nord com al sud. Norcorea, una campanya per a suprimir aquests noms japonesos, començà en els anys 1970.